# 斯托訥戰役
斯托訥戰役（法語：Bataille de Stonne）發生於1940年5月15日至25日，是第二次世界大戰法國戰役中的一場交戰。
幾天以來，雙方的步兵和裝甲部隊為了控制斯托訥和位於該地的山脊線不斷發生交戰，雙方都傷亡慘重。該地位於德軍突破色當的橋頭堡以南，法軍在該地的攻擊很可能會威脅到德軍向英吉利海峽進軍的路線。
此戰有時被稱為「1940年的凡爾登戰役」，法軍對此地的襲擊被認為是德軍在法國戰役中最危急的時刻，村莊本身的控制權在短短三天的交戰中，就交換了17次。
僅管德軍的部隊在這場戰役中傷亡慘重，但最終仍取得了戰術勝利，並威脅到位於比利時地區的盟軍側翼。

## 註腳
1. ↑  Frieser 2003，第224頁.
2. ↑  Frieser 2003，第122頁.